# Polline Martignano

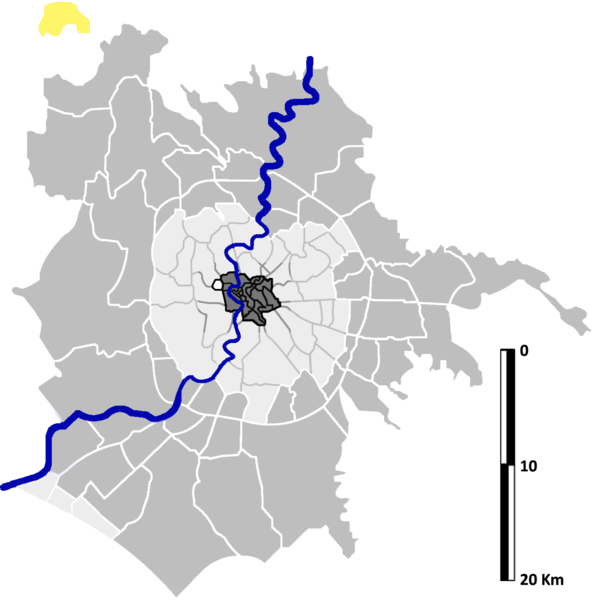
Lage von Polline Martignano in Rom

Polline Martignano bezeichnet die 59. Zone, abgekürzt als Z.LIX, der italienischen Hauptstadt Rom. Im Gegensatz zu den Rioni, Quartieri und Suburbi sind es die ländlicheren Gebiete von Rom. Sie gehört zum Municipio XV und zählt 40 Einwohner (2016). Sie befindet sich als Exklave im Nordwesten der Stadt und hat eine Fläche von 10,9273 km². Sie ist von den Gemeinden Anguillara Sabazia, Campagnano di Roma und Trevignano Romano umgeben.

## Geschichte
Polline Martignano wurde am 13. September 1961 durch Beschluss des Commissario Straordinario gegründet. Damals wurde der Ager Romanus in 59 Zonen geteilt, denen eine römische Zahl zugeteilt wurde und ein Z vorgestellt wurde. Davon wurden sechs an die neugegründete Gemeinde Fiumicino komplett ausgegliedert und drei weitere teilweise.